# Olga Rotjeva

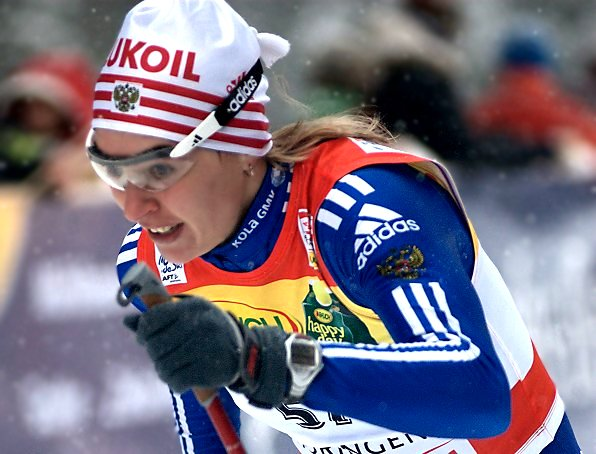
Olga Rotjeva

Olga Vladimirovna Rotjeva (ryska: Ольга Владимировна Рочева), född den 4 juli 1978, är en rysk längdåkare. 
Rotjeva gjorde sin första start i världscupen 2002 och har främst tävlat i sprinttävlingar och i stafett. Hennes bästa placering i världscupen är en tredjeplats i 7,5 + 7,5 km dubbeljaktstart i Canmore, Kanada den 22 januari 2008. 
Under säsongen 2005/2006 gjorde hon ett avbrott i tävlandet för att föda barn. 
Hon deltog i OS 2006 i Turin med följande resultat: 18:e plats på 30 km fristil, 14:e plats i sprinten och 6:e plats i lagsprinten (där hon åkte tillsammans med Alena Sidko). 
Rotjeva var med på Skid-VM i Tjeckien 2009, där hon blev nummer 11 på 10 km klassiskt, och nummer 27 i 7,5 + 7,5 km dubbeljakt. Hon var också med i stafetten 4 x 5 km stafett, där Rysslands lag slutade på en tiondeplats.